# Wola Krzysztoporska (gmina)
Pour les articles homonymes, voir Wola Krzysztoporska.
Wola Krzysztoporska est une gmina rurale (gmina wiejska) du powiat de Piotrków, dans la Voïvodie de Łódź, dans le centre de la Pologne.
Son siège administratif (chef-lieu) est le village de Wola Krzysztoporska, qui se situe environ 10 kilomètres (km) au sud-ouest de Piotrków Trybunalski (siège du powiat) et 50 kilomètres au sud de la capitale régionale Łódź (capitale de la voïvodie).
La gmina couvre une superficie de 170,41 km2 pour une population de 11 575 habitants en 2006.

## Géographie

Position de la gmina dans le powiat

La gmina inclut les villages de:
- Blizin
- Bogdanów
- Bogdanów-Kolonia
- Borowa
- Budków
- Bujny
- Dąbrówka
- Gąski
- Glina
- Gomulin
- Gomulin-Kolonia
- Jeżów
- Kacprów
- Kamienna
- Kargał-Las
- Kozierogi
- Krężna
- Krężna-Kolonia
- Krzyżanów
- Laski
- Ludwików
- Majków Duży
- Mąkolice
- Mąkolice-Kolonia
- Miłaków
- Moników
- Mzurki
- Oprzężów
- Oprzężów-Kolonia
- Parzniewice Duże
- Parzniewice Małe
- Parzniewiczki
- Pawłów Dolny
- Pawłów Górny
- Piaski
- Piekarki
- Piekary
- Poraj
- Praca
- Radziątków
- Rokszyce
- Rokszyce Szkolne
- Siomki
- Stradzew
- Wola Krzysztoporska
- Wola Rokszycka
- Woźniki
- Woźniki-Kolonia
- Wygoda
- Żachta

### Gminy voisines
La gmina de Wola Krzysztoporska est voisine de:

la ville de :
- Piotrków Trybunalski

et les gminy de:
- Bełchatów
- Drużbice
- Grabica
- Kamieńsk
- Rozprza

## Administration
De 1975 à 1998, la gmina était attachée administrativement à l'ancienne voïvodie de Piotrków.
Depuis 1999, elle fait partie de la nouvelle voïvodie de Łódź.

## Structure du terrain
D'après les données de 2007, la superficie de la commune de Wola Krzysztoporska est de 170,41 kilomètres carrés, répartis comme telle :
- terres agricoles : 83 %
- forêts : 9 %

La commune représente 11,95 % de la superficie du powiat.

## Démographie
Données du 31 décembre 2007 :
| Description               | Total  | Total | Femmes | Femmes | Hommes | Hommes |
| ------------------------- | ------ | ----- | ------ | ------ | ------ | ------ |
| Unité                     | Nombre | %     | Nombre | %      | Nombre | %      |
| Population                | 11 641 | 100   | 5 892  | 50,61  | 5 749  | 49,39  |
| Population de 0 à 17 ans  | 2 119  | 18,2  | 1 043  | 8,96   | 1 076  | 9,24   |
| Population de 18 à 65 ans | 7 585  | 65,16 | 3 546  | 30,46  | 4 039  | 34,7   |
| Population de + 65 ans    | 1 937  | 16,64 | 1 303  | 11,19  | 634    | 5,45   |